# Sally Becker
Sally Becker es una filántropa británica. Conocida principalmente por haber liderado la organización caritativa Operación Ángel, su labor caritativa ayudó a salvar cientos de vidas en Bosnia y Kosovo.

## Labor en Bosnia y Kosovo
Conmovida por las imágenes de sufrimiento de la guerra, Becker decidió ayudar a los enfermos y heridos de Bosnia. Trabajó en Mostar, una población entonces en disputa entre dos bandos, donde liberó numerosos niños heridos lo que le valió el apodo de El Ángel de Mostar. 
Mientras estaba ayudando niños de Kosovo fue alcanzada por una bala disparada por un hombre enmascarado y aun así quiso quedarse en la región para seguir ayudando.

## Actividad tras la Guerra
Cuando la guerra terminó en 1999 Sally abrió centros para las mujeres y niños víctimas del conflicto. En el año 2006 se trasladó a la frontera entre Israel y Líbano para ayudar a las personas que estaban allí atrapadas. Ha recibido varios premios y honores como son el Unsung Heroes Award o The Ross McWhirter Award for Bravery. Es embajadora de Buena Voluntad de Children of Peace, una organización caritativa dedicada a construir lazos de amistad entre los niños israelíes y palestinos. En el año 2012 participó en la Ceremonia de apertura de los Juegos Olímpicos de Londres 2012 portando junto con otras personalidades como Ban Ki-moon o Daniel Barenboim la bandera olímpica.